# 亀井茲延
亀井 茲延（かめい これのぶ）は、石見津和野藩の第5代藩主。津和野藩亀井家6代。

## 生涯
享保7年（1722年）、第3代藩主亀井茲親の長男亀井茲長の長男として江戸で生まれる。茲長は世子であったが、享保11年（1726年）に家督を継ぐことなく早世したため、家督は叔父の茲満が相続し、茲延は分家の亀井矩致の跡を継ぐこととなった。
しかし享保21年（1736年）に茲満が早世し、子がなかったため、その養子として家督を相続した。7月1日には第8代将軍徳川吉宗に御目見し、12月には従五位下・豊前守に叙位・任官する。しかし元文3年（1738年）に帰国途上の遠江白須賀において発病し、以後は政務を執ることも困難となったため、寛保3年（1743年）閏4月3日に家督を養子の茲胤に譲って隠居した。
宝暦6年（1756年）4月4日に津和野で死去した。享年35。
文学・経済学に優れた一面があり、著書に「斉家知要」がある。